# Consiglio Iracheno degli Ulema
Il Consiglio giuridico iracheno degli ulema per la predicazione e le fatwe (in arabo: al-Mujamma’ al-Fiqhi li-Kibar ‘Ulama al-‘Iraq li-l-Da’wa wa-l-Ifta’) è l'associazione dei giuristi islamici iracheni sunniti, fondata nel 2012.
La sua sede è a Baghdad presso la moschea al-Imam al-a'Dham, una delle più prestigiose in Iraq, costruita presso la tomba di Abu Hanifa, fondatore di una delle quattro scuole giuridiche del sunnismo.
Il portavoce e direttore esecutivo dell'associazione è il Dr. Ahmed Hasan al-Taha, mentre tra i suoi membri vi è il Dr. Abdul Sattar Abdul Jabbar.

## Consiglio iracheno degli ulema (2007)
A seguito delle elezioni generali irachene del 2005, la posizione di rifiuto delle istituzioni irachene sorte dalla guerra, espressa dall'Associazione degli ulema islamici (AMSI), apparve minoritaria nel Paese, non rappresentando neanche la totalità degli arabi sunniti iracheni. Pertanto, mentre la direzione di tale associazione, presieduta da Harith al-Dhari, continuò a sostenere la legittima resistenza irachena, altri ulema si allontanarono dalla linea ufficiale dell'associazione, riconoscendo le nuove istituzioni e avvicinandosi al Partito Islamico Iracheno, quale principale forza politica sunnita rappresentata nelle istituzioni.
Tra questi, sheikh Ahmed Abdul-Ghafur fu nominato nell'agosto 2005 alla presidenza dell'Ufficio degli Awqaf sunniti, istituito nel 2003 con la funzione di gestire le moschee in precedenza controllate dall'AMSI. Sheikh Ahmed Abdul-Ghafur fu tra i sostenitori delle forze militari sunnite Sahwa che combatterono al-Qaida in Iraq e sconfissero la resistenza irachena.
A seguito dell'emissione di un mandato di arresto del governo contro Harith al-Dhari, per la sua legittimazione della resistenza (novembre 2006), oltre 60 ulema iracheni, guidati dallo sheikh Abdul Malik al-Saadi, si riunirono ad Amman nell'aprile 2007 formando un nuovo Consiglio di giuristi iracheni, alternativo all'AMSI. Sheikh Ahmed Abdul-Ghafur, quale presidente dell'Ufficio degli Awqaf sunniti e imam della moschea Umm al-Qura, ne fu il portavoce a Baghdad.
Nel novembre 2007, l'Ufficio del Waqf sunnita fece chiudere la sede dell'AMSI nella moschea Umm al-Qura di Baghdad, a causa della sua contiguità con al-Qaida in Iraq, e si sostituì ad essa, stabilendovi la propria sede e svolgendo anche una funzione di moderazione culturale.
Il presidente Abdul-Ghafur divenne noto per i suoi sermoni contro i terroristi di al-Qaida, mentre il ruolo di orientamento culturale ai predicatori delle moschee fu svolto da Khaled al-Fahdawi. Fahdawi, un parlamentare per il governatorato di al-Anbar nella coalizione Iraqiyya, venne ucciso nell'agosto 2011 in un attentato contro la sede del Waqf, attribuito ad al-Qaida.

## Consiglio iracheno degli ulema (2012)

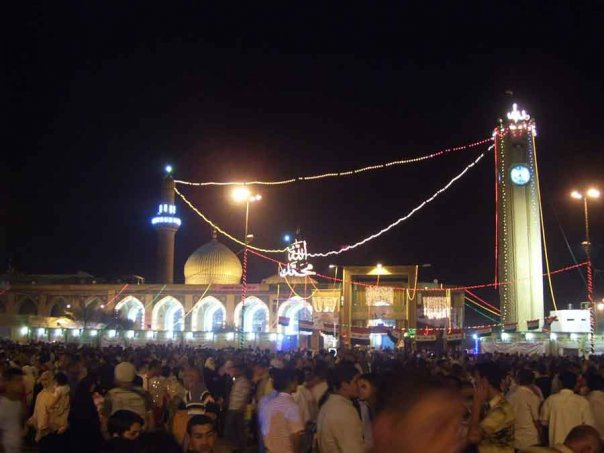
Moschea di Abu Hanifa, nel quartiere a maggioranza sunnita di Al-A'zamiyya a Baghdad, sede del Consiglio del Fiqh.

Nonostante un'associazione di ulema iracheni esistesse in modo informale dal 2007, soltanto nel 2012 essa si costituì in modo ufficiale con una lista di membri e un proprio Statuto, in cui si definiva un organo indipendente dallo Stato. Il presidente fu lo sheikh Ahmed Hasan al-Taha.
Il Consiglio degli ulema venne ufficialmente riconosciuto dalla legge n.56 dell'ottobre 2012 del Parlamento iracheno, che, nel disciplinare il sovvenzionamento pubblico degli Awqaf sunniti, riconosceva all'associazione il diritto di veto sulla nomina del presidente del Waqf sunnita.
Politicamente, il Consiglio era contiguo al Partito Islamico Iracheno, ed appoggiò il movimento di protesta sunnita "Hirak", che chiedeva le dimissioni del premier sciita Nuri al-Maliki e la costituzione di una regione autonoma nei sei governatorati sunniti (istanza raccolta dalla coalizione elettorale Mutahidun), sebbene una parte dei manifestanti, facente capo allo sheikh Abdul Malik al-Saadi, contestava la legittimità di tale associazione e si opponeva alla creazione di una regione autonoma sunnita in quanto rivendicava la supremazia sull'intero Iraq.
A seguito delle elezioni provinciali del 20 aprile 2013, una manifestazione pacifica di protesta ad Hawija, presso Kirkuk, il 23 aprile, fu repressa dall'esercito iracheno causando oltre 40 morti, aprendo una serie di scontri tra tribù sunnite ed esercito nei giorni seguenti. Lo sheikh al-Saadi, da Amman, dichiarò la legittimità dell'autodifesa armata da parte dei manifestanti, ed, allorché gli scontri si estesero ad altre province, invitò i soldati dell'esercito iracheno a disertare e prendere le parti dei manifestanti, indicando come esempio quanto avvenuto in Siria.
Il Consiglio degli ulema, d'altra parte, con una fatwā del maggio 2013, riconobbe la liceità della richiesta di una regione autonoma composta dai sei governatorati sunniti, continuando a sostenere i manifestanti pur in disaccordo con lo sheikh al-Saadi quanto agli obiettivi delle proteste, e nel novembre 2013 non si oppose alla decisione del premier Nuri al-Maliki di sospendere Ahmad Abdul-Ghafur al-Samarrai dalla presidenza dell'Ufficio del Waqf sunnita.
Nei mesi seguenti, le proteste si trasformarono in una rivolta armata nel governatorato di al-Anbar, legittimata dal Gran Mufti di Erbil, Rafi al-Rifai, e dal Consiglio degli ulema di Amman, dello sheikh al-Saadi. I ribelli consideravano il premier Nuri al-Maliki alla stregua di un dittatore da abbattere e si riferivano agli eventi come ad una "rivoluzione". Le rivolte armate si propagarono anche nei governatorati di Ninive e Salah ed-Din. Il Consiglio degli ulema non condannò le violenze, attribuendone la responsabilità alla repressione del governo e ponendosi anch'esso in contiguità con gli insorti.
A seguito dell'emergere dell'ISIS quale gruppo egemone tra gli insorti, esso fu condannato da importanti autorità internazionali dell'islam sunnita, ed anche lo sheikh Abdul-Latif al-Humaym, a nome degli ulema iracheni, prese le distanze da questo gruppo, mentre i leader delle proteste evidenziavano la necessità di difendersi prioritariamente dall'esercito iracheno e l'inopportunità di combattere militarmente anche l'ISIS.
Il Consiglio degli ulema ha in seguito condannato gli attentati terroristici dell'ISIS, ha partecipato a incontri internazionali per sostenere l'unità dei musulmani, ed ha collaborato con le Nazioni Unite per investigare sui crimini commessi dall'ISIS.